# シナリオ (雑誌)
『シナリオ』は、協同組合日本シナリオ作家協会によって発行されるシナリオ専門誌。月刊誌。

## 沿革
1946年（昭和21年）創刊。

## おもな掲載シナリオ
- 『秋刀魚の味』　野田高梧と小津安二郎（2013年7月号）
- 『しとやかな獣』 新藤兼人 (2015年6月号)[2]

## おもな特集
- 一色伸幸シナリオ集（2016年2月号）[2]

## おもな連載
- 佐伯俊道「修正娯楽派の戯言」
- 照井康夫「野田高梧の「蓼科日記」」

## 歴代監修委員
- 2016年 - 港岳彦（委員長）、荒井晴彦、井土紀州、桂千穂、高橋郁子[2]